# احمد (فیلم)
«احمد» (انگلیسی: Ahmed) یک فیلم است که در سال ۲۰۰۶ منتشر شد.